# 8:2-Fluortelomeracrylat
8:2-Fluortelomeracrylat (auch 1H,1H,2H,2H-Perfluordecylacrylat) ist eine chemische Verbindung aus der Gruppe der Fluortelomere und ein Acrylsäureester.

## Vorkommen
8:2-Fluortelomeracrylat wurde in wasserabweisender Kleidung bei Benutzung und in der Luft in Häusern nachgewiesen.

## Eigenschaften
8:2-Fluortelomeracrylat ist eine farblose bis gelbe Flüssigkeit, die wenig löslich in Wasser ist. In der Umwelt zersetzt sich die Verbindung zu Perfluoroctansäure.

## Verwendung
8:2-Fluortelomeracrylat ist ein Reagenz, das bei der Synthese von parahydrophoben Polymerbeschichtungen sowie von Polymerbürsten zur Kontrolle der Oberflächenschmierung und zur Herstellung von Beschichtungen in der Elektronikindustrie verwendet wird.

## Verbot
Da die 8:2-Fluortelomeracrylat eine Perfluorheptylgruppe enthält und u. a. in die Perfluoroctansäure (PFOA) umgewandelt werden kann, erfüllt sie die Definition eines PFOA-Vorläufers laut Stockholmer Übereinkommen bzw. der Verordnung (EU) 2019/1021 und unterliegt somit einem weitreichenden Verbot.